# Julian Walsh
Julian Jrummi Walsh (japanisch ウォルシュ・ジュリアン・ジャミイ Uorushu Jurian Jamii; * 18. September 1996 in Kingston) ist ein japanisch-jamaikanischer Sprinter, der sich auf den 400-Meter-Lauf spezialisiert und besonders mit der japanischen 4-mal-400-Meter-Staffel Erfolge feiert.

## Sportliche Laufbahn
Erste internationale Erfahrungen sammelte Julian Walsh bei den Juniorenweltmeisterschaften 2014 in Eugene, bei denen er mit der japanischen 4-mal-400-Meter-Staffel in 3:04,11 min die Silbermedaille hinter der Mannschaft aus den Vereinigten Staaten gewann. Beim Leichtathletik-Continentalcup in Marrakesch wurde er mit der asiatisch-pazifischen Mannschaft Vierter. Bei den IAAF World Relays 2015 auf den Bahamas schied er in der ersten Runde aus, gewann aber bei den Asienmeisterschaften in Wuhan in 3:03,47 min die Bronzemedaille, wie auch bei der Sommer-Universiade in Gwangju in 3:07,75 min. Im Jahr darauf qualifizierte er sich für die Olympischen Spiele in Rio de Janeiro, bei denen er mit 46,37 s in der ersten Runde ausschied. Auch mit der Staffel konnte er sich nicht für das Finale qualifizieren.
2017 nahm er erneut an den World Relays teil, konnte aber dort mit der Staffel den Vorlauf nicht beenden. 2018 nahm er erstmals an den Asienspielen in Jakarta teil und wurde dort in 45,89 s Fünfter im Einzelbewerb und gewann mit der Staffel in 3:01,94 min die Bronzemedaille hinter Katar und Indien. Im Jahr darauf platzierte er sich bei den Asienmeisterschaften in Doha in 45,55 s auf dem fünften Platz und siegte mit der japanischen Staffel in 3:02,94 min. Anschließend belegte er bei den World Relays in Yokohama mit der 4-mal-400-Meter-Staffel in 3:03,24 min den vierten Platz. Anfang Oktober gelangte er bei den Weltmeisterschaften in Doha über 400 Meter bis in das Halbfinale, in dem er mit neuer Bestleistung von 45,13 s ausschied. Zudem schied er mit der japanischen 4-mal-400-Meter-Staffel mit 3:02,05 min im Vorlauf aus. 2021 siegte er in 45,80 s beim Denka Athletics Challenge Cup und schied daraufhin bei den Olympischen Sommerspielen in Tokio mit 46,57 s in der ersten Runde aus. 
2022 erreichte er bei den Weltmeisterschaften in Eugene das Halbfinale über 400 Meter und schied dort mit 45,75 m aus. Zudem gelangte er mit der 4-mal-400-Meter-Staffel mit 2:59,51 min im Finale auf Rang vier.
2016 sowie 2018 und 2019 wurde Walsh japanischer Meister im 400-Meter-Lauf.

## Persönliches
Im Alter von drei Jahren zog er mit seinem Vater, dem jamaikanischen Musiker Imanuel Walsh, und seiner japanischen Mutter nach Higashimurayama. Er absolvierte ein Studium für Gesundheits- und Sportwissenschaften an der Tōyō-Universität. 

## Persönliche Bestzeiten
- 200 Meter: 20,77 s (+1,1 m/s), 12. März 2017 in Canberra
- 400 Meter: 45,13 s, 2. Oktober 2019 in Doha